# 弁護士ビリー・マクブライド
『弁護士ビリー・マクブライド』(Goliath)は、Amazonビデオによるアメリカ合衆国の弁護士テレビドラマシリーズである。ビリー・ボブ・ソーントンが主演を務める。

## 概要
主人公のビリー・マクブライドはかつて巨大弁護士事務所を創設したエリート弁護士であったが、挫折し零落している。家族と別れ、酒におぼれてうらぶれたモーテル暮らしをしながら、しいたげられた人間や友人たちのために弁護士としてゴリアテ（原題：Goliath）のごとき巨大な敵と戦う。
各シーズンは8話を通して一つの事件を扱う。シーズン1は2016年10月13日に配信開始された。2017年2月15日、シーズン2の製作が発表された。シーズン2は2018年6月15日から配信された。2018年12月11日、シーズン3の製作が発表され、2019年10月4日に配信された。2019年11月14日、最終シーズン4の製作が発表され、2021年9月24日に配信された。
主演のソーントンは本作で2017年ゴールデングローブ賞テレビドラマ部門男優賞(ドラマ部門)を受賞した。

## 登場人物

### メイン
- ビリー・マクブライド
  - 演 - ビリー・ボブ・ソーントン、日本語吹替 - 小形満
  - 巨大弁護士事務所クーパーマン・マクブライドの共同創業者。かつては優秀な弁護士であったが、現在は事務所を辞め、アルコール中毒でサンタ・モニカの長期滞在者用モーテルに住む[9]。
- パティ・ソリス＝パパジアン
  - 演 - ニーナ・アリアンダ、日本語吹替 - ちふゆ[10]
  - 弁護士で不動産業者[11]。ビリーの友人。
- ブリタニー・ゴールド
  - 演 - タニア・レイモンド、日本語吹替 - 村松妙子[12]
  - ビリーの友人の娼婦[13]。
- ドナルド・クーパーマン
  - 演 - ウィリアム・ハート、日本語吹替 - ふくまつ進紗
  - クーパーマン・マクブライドの共同創業者。顔に火傷を負って事務所の個室に閉じこもり、ほとんどの従業員は会ったこともない。カメラと盗聴によって事務所を監視する。ビリーを激しく恨む[14]。(S1、S3、S4)
- デニス・マクブライド
  - 演 - ダイアナ・ホッパー（英語版）、日本語吹替 - 葉山那奈
  - ビリーとミシェルの娘。(S1-S2,S4)
- ミシェル・マクブライド
  - 演 - マリア・ベロ、日本語吹替 - 藤本喜久子
  - ビリーの元妻でクーパーマン・マクブライドのパートナー弁護士[15]。(S1)
- ルーシー・キトリッジ
  - 演 - オリヴィア・サールビー、日本語吹替 - Lynn
  - クーパーマン・マクブライドの若い吃音症のある弁護士[16]。(S1)
- キャリー・セネイト
  - 演 - モリー・パーカー、日本語吹替 - 落合るみ[12]
  - クーパーマン・マクブライドの幹部弁護士[17]。(S1)
- ジーナ・ラーソン
  - 演 - サラ・ウィンター、日本語吹替 - 種市桃子
  - 自殺したとされる、ボーンズ・テックに勤務していたライアン・ラーソンの未亡人[18]。(S1)
- ジェイソン・ラーソン
  - 演 - ブリテン・ダルトン（英語版）
  - ライアンとジーナの息子[19]。(S1)
- マリソル・シルヴァ
  - 演 - アナ・デ・ラ・レゲラ、日本語吹替 - 渋谷はるか[20]
  - メキシコ出身のロス市議会議員、後にロス市長。(S2-S3)
- ハキーム・ラシャド
  - 演 - モリス・チェストナット、日本語吹替 - 楠大典
  - 地方検事代理。(S2)
- トム・ワイアット
  - 演 - マーク・デュプラス、日本語吹替 - 白熊寛嗣
  - ロスの不動産開発業者でマリソルの支持者。(S2)
- ウェイド・ブラックウッド
  - 演 - デニス・クエイド、日本語吹替 - 山野井仁
  - 大農園主でホテル・カジノ経営者、水道委員長 (S3)
- ダイアナ・ブラックウッド
  - 演 - エイミー・ブレネマン、日本語吹替 - 魏涼子[21]
  - ライフスタイル・ブランドを経営するウェイドの妹 (S3)
- アントン、ダリオ
  - 演 - シャミール・アンダーソン（英語版）、日本語吹替 - 濱岡敬祐[22]
  - ダイアナの養子の双子 (S3)
- ジョー・リトルクロウ
  - 演 - グラハム・グリーン、日本語吹替 - 秋元羊介
  - ブラックウッドの右腕 (S3)
- ステファニー・リトルクロウ
  - 演 - ジュリア・ジョーンズ（英語版）、日本語吹替 - 木村香央里
  - ジョーの義理の娘 (S3)
- ジョージ・ザックス
  - 演 - J・K・シモンズ、日本語吹替 - 金尾哲夫[23]
  - 製薬会社ザックス社の経営者（S4）
- グリフィン・ペトック
  - 演 - ジェフリー・エアンド、日本語吹替 - 中野泰佑

製薬会社3社の弁護士（S4）
- ロバート・ベッテンコート
  - 演 - Brandon Scott、日本語吹替 - 増元拓也

弁護士事務所マーゴリス&トゥルーの弁護士（S4）
- サマンサ・マーゴリス
  - 演 - ジェナ・マローン、日本語吹替 - 中村千絵

弁護士事務所マーゴリス&トゥルーの共同代表の一人。難病に苦しむ。（S4）
- ケイト・ザックス
  - 演 - Clara Wong

フランクの娘でジョージの姪。ザックス社で働く化学者。(S4)
- フランク・ザックス
  - 演 - ブルース・ダーン、日本語吹替 - 立川三貴

ジョージ・ザックスの兄。ジョージにザックス社から追放されている。（S4）

### リカーリング
- マーヴァ・ジェファーソン
  - 演 - ジュリー・ブリスター、日本語吹替 - 清水はる香
  - ビリーの秘書。(S1-S3)
- レナード・レッツ
  - ボーンズ・テックの法律顧問。(S1)
- ウェンデル・コーリー
  - 演 - ドワイト・ヨアカム
  - ボーンズ・テックのCEO[24]。(S1)
- ロストン・ケラー
  - 演 - ハロルド・ペリノー・ジュニア
  - ライアン・ラーソン事件を担当する裁判官。(S1)
- レイチェル・ケネディ
  - 演 - エヴァー・キャライン（英語版）、日本語吹替 - 松谷彼哉[12]
  - ライアン・ラーソンの姉で、弟の疑わしい自殺の事件の裁判をビリーに依頼する。(S1)
- ネッド・ベリング
  - 演 - ケヴィン・ワイズマン
  - ボーンズ・テックの元従業員。(S1)
- ファーレイ
  - 演 - ジェイソン・リッター
  - ビリーに協力するFBI捜査官。(S1)
- オスカー・スアレス
  - 演 - ルー・ダイアモンド・フィリップス、日本語吹替 - 木下浩之
  - フリオの父親。(S2)
- ローマン
  - 演 - ドミニク・フムサ（英語版）、日本語吹替 - 竹田雅則
  - フリオ・スアレスの事件を捜査する刑事。(S2)
- クレイトン
  - 演 - ジェームズ・ウォーク（英語版）
  - ビリーとパティに協力するFBI捜査官。(S2)
- ウォレス
  - 演 - アレクサンドラ・ビリングス（英語版）
  - フリオ・スアレスの事件を担当する裁判官。(S2)
- ルーミス
  - 演 - マシュー・デル・ネグロ（英語版）
  - ワイアットの手下となって働く影の雑用係。ローマンの親友。(S2)
- J.T.
  - 演 - ポール・ウィリアムズ、日本語吹替 - 堀越富三郎
  - ビリーのかつての同僚で調査を請け負う。(S2-S3)
- ガブリエル・オルテガ
  - 演 - マヌエル・ガルシア＝ルルフォ、日本語吹替 - てらそままさき
  - 麻薬王。(S2)
- ジーン
  - 演 - グリフィン・ダン
  - ビリーの旧友のセントラル・バレーの農家。(S4)
- ボビー
  - 演 - シェリリン・フェン、日本語吹替 - 小林優子
  - ビリーの旧友、ジーンの妻。(S3)
- ロイ・ウィーラー
  - 演 - ボー・ブリッジス、日本語吹替 - 佐々木睦
  - 大農園主。(S3)
- リタ
  - 演 - イリーナ・ダグラス
  - カジノでビリーに話しかけた女。(S3)
- スミ・セン
  - 演 - シェルビー・ラバラ（英語版）、日本語吹替 - 木村香央里
  - ウェイドを弁護するクーパーマン事務所の弁護士。(S1,S3)
- アイヴァン・ティリンジャー
  - 演 - Obba Babatundé
  - 製薬会社ティリンジャーの経営者（S4）
- トム・トゥルー
  - 演 - イライアス・コティーズ、日本語吹替 - 多田野曜平
  - オキシコドン薬害訴訟を抱える、弁護士事務所マーゴリス&トゥルーの共同代表。 (S4)
- ディラン・ザックス
  - 演 - ハーレイ・ジョエル・オスメント
  - 製薬会社経営者ジョージ・ザックスの息子。（S4）
- コーチ
  - 演 - ロバート・パトリック、日本語吹替 - 宝亀克寿
  - ビリーの亡き父 (S4)
- メレディス・キャプラン・リース判事
  - ベス・グラント、日本語吹替 - 伊沢磨紀 
  - 裁判長。(S4)
- エイヴァ・ウォレス=マーゴリス
  - 演 - レノーラ・クリッチロウ、日本語吹替 - 村中知[25]
  - マーゴリス&トゥルーの幹部で、サムの亡き父の後妻。(S4)
- ファーン・ポッター
  - 演 - クリスティーナ・カーク
  - ジョージ・ザックスの右腕。(S4)

## あらすじ

### シーズン1のあらすじ
シーズンはロサンゼルスを舞台とする。かつては優秀な弁護士であり、成功した巨大な弁護士事務所の創立者の一人である弁護士ビリー・マクブライドは、現在は事務所を辞めてモーテルに住み、アルコール中毒となっている。元妻ミシェルは事務所のパートナーとして残る。
ビリーは巨大兵器製造企業の従業員ラーソンの爆死事件の訴訟を依頼され、ゴリアテのような巨大企業とその弁護をする古巣の事務所と戦う。事務所のもう一人の創設者ドナルドはビリーを激しく憎み、ことあるごとに妨害する。
ラーソンの姉である依頼人は殺され、ビリーと友人たちも危険にさらされる。ビリーはラーソンの息子を新たな依頼人とし、自殺ではないことを立証しようとする。やがて企業が違法な兵器の実験を行っていたことが分かる。
ビリーを狙っていた男の死体がビリーの車のトランクから見つかる。危機に陥ったビリーは審理を急ぎ、企業の経営者とドナルドを証人として召喚する。だがドナルドは脳卒中で寝たきりとなり証言が不可能となる。被告側の弁護士キャリーはビリーとその証人たちを攻撃し、真相は明らかにならないままとなる。ビリーは不利な状況に置かれるが勝訴し、巨額の賠償金を勝ち取る。企業にはFBIの捜査の手が入る。依頼人を殺したのはドナルドの仕業であることが分かる。

### シーズン2のあらすじ
ロサンゼルスを舞台とする。ビリーは相変わらず酒浸りでモーテル暮らしを続ける。娘のデニスがロンドンからロスに戻る。二人の息子を殺されたばかりの、友人のオスカー・スアレスの末息子フリオがギャングの殺人容疑で逮捕され、そのアリバイを証言する直前にオスカーが殺される。市会議員で市長の座を狙うマリソル・シルヴァは知り合いのフリオを救おうとするが、支持者のワイアットに反対される。ビリーはパティとともにフリオの弁護を引き受け、ブリタニーを助手とする。マリソルはビリーと親密になる。
ギャングの殺人を依頼したのはワイアットと手下のルーミスであり、黒幕には麻薬カルテルを運営するガブリエルという男がいることがわかる。ビリーとパティは真犯人を探すが、担当のローマン刑事は親友のルーミスと結んで妨害する。ビリーは容疑者を確保するためにFBIのクレイトン捜査官に協力を求める。外科手術を趣味とするガブリエルは人間の足を自ら切断する場面をワイアットに見せ、切断した容疑者の頭部をビリーに送り付けて脅す。ローマンはフリオに不利な証拠をでっちあげるがストレスで苦しむ。ワイアットはビリーの弁護の状況を探るためにブリタニーに接近し、義肢をつけた女性に欲情する衝動を告白する。デニスは憧れのマリソルが父と交際していることを知り、マリソルの選挙事務所で働き始める。ローマンはビリーの側に寝返って、フリオの公訴は取り下げられる見込みになる。
マリソルはビリーをメキシコの故郷に招待して義兄のガブリエルに会わせ、その間にガブリエルの手下がローマン一家とルーミスを殺し、自殺に見せかけて拘置所のフリオも殺す。ビリーはメキシコで見知らぬ人々と一軒家に監禁される。
ビリーは脱出してロスに戻り、麻薬カルテルがらみの犯罪を暴こうとするが、人々は口を閉ざし、市長となったマリソルの調査は行き詰まる。ワイアットは逮捕前にガブリエルによって誘拐されて始末される。

### シーズン3のあらすじ
セントラル・バレーを舞台とする。ビリーは水資源を独占しようとする富豪兄妹と戦う。農園を経営するビリーの元ガールフレンドのボビーは水不足と地盤沈下の件でビリーに相談を持ち掛ける。ビリーは断るが、ボビーは陥没した穴に落ちて死ぬ。
パティは妊娠を知る。デニスはマリソルへの憎しみから飲酒に溺れる。ブリタニーは弁護士を目指すがかつての偽証が妨げとなる。
ボビーの夫のジーンに依頼を受けたビリーとパティは水資源の強奪が地盤沈下の原因と疑い、大農園主かつカジノ・ホテル経営者で地元の水道委員長を務めるウェイド・ブラックウッド、その妹でライフスタイル・ブランドを経営するダイアナを調査する。ビリーとパティはボビーの死の責任を問うかわりに、水不足に苦しむ住民のために集団訴訟を起こす。だがジーンは原告から退き、ウェイドに恩恵を受ける住民もしり込みする。ダイアナは手下のジョー・リトルクロウに頼んで、逆らった農園主のロイ・ウィーラーを殺させる。ロイは全遺産をジョーの義理の娘のステファニーに残す。
ビリーはかつてメキシコで共に監禁されたジャネットとともに、かつてウェイドのカジノ・ホテルに来たことを思い出す。ビリーを憎むドナルドの指示でクーパーマン弁護士事務所がウェイドを弁護する。ビリーは初審理で薬物を盛られて幻覚に襲われ、棄却を避けるために無償で弁護をせざるを得ない。審問で、ウェイドはマリソルが署名した秘密協定で州の渇水銀行から無制限に水を得る権利を得たことを認めるが、判事は証言を無効にして裁判は不利となる。
ビリーはダイアナが水を得るために連邦政府の土地に違法に掘削したトンネルを見つけ、その中でダイアナに殺されたジョーの死体に出くわす。ダイアナの養子のアントンは水を放流してビリーを殺そうとする。ウェイドはトンネルを爆破して証拠を消し、ダイアナに罪を被せる。だがビリーはウェイドの関与の証拠を見つけ、秘密保持を条件として多額の賠償金での和解を強いる。
ビリーはデニスを通じて、マリソルの関与の情報をマスコミに流して辞任を招く。パティは実の母に会う。ダイアナはウェイドを毒殺し、ビリーを撃つが、ステファニーに復讐される。

### シーズン4のあらすじ
サンフランシスコを舞台とし、ビリーは巨大な製薬会社を相手に薬害訴訟を闘う。パティは大手弁護士事務所マーゴリス&トゥルーに勤め、オピオイド系の鎮痛剤トリマドンの強い依存性をめぐって巨大製薬会社ザックス社、ティリンジャー社、ラッセル社相手の訴訟を扱う。事務所の共同創業者の一人で、娘を依存症で失ったトム・トゥルーはザックス社を憎んで追及するが、何者かに襲撃されて失踪する。銃傷から回復したビリーが、亡き創業者の娘でもう一人の代表であるサム・マーゴリスに呼ばれて代理となりチャイナタウンに滞在する。近所に住むフランクと知り合いになる。ビリーはしばしば西部劇の街ハドリービル、父、そして娘デニスの幻を見る。
難病を患うサムは事務所の負債に悩み、密かに3社と通じて和解金と顧問契約を得る代わりに、裁判を回避して3社の不利な情報を隠蔽しようとする。ビリーは同僚のロバート・ベッテンコートやパティらとともに交渉し、やすやすと多額の和解金を得る。パティは望み通り事務所のエクィティ・パートナーに選ばれる。失踪中のトムはビリーに会い、25年前にザックス社が、クーパーマン・マクブライド時代のビリーの顧客であったため、利益相反によりザックス社を裁判で追及できないことを知らせる。サムがビリーを罠にかけるため、友人であるパティを雇ったことが分かる。その後トムはロバートにメッセージを残している間に、襲われて殺される。
ザックス社の経営者ジョージは、かつて会社から追放した兄で創業者のフランクの娘で、開発部門を率いるケイトに、製品の強い依存性について警告されるも無視する。ケイトは父親代わりだったジョージへの愛と良心のはざまで悩み、ビリーに依存性のことを教える。ジョージはケイトを解雇する。
ビリーは罠にかけられたことを知る。法廷では突然に和解の無効を主張し、事務所を解雇される。聴聞会にかけられて弁護士資格を停止されるが、25年前にザックス社に自分が欺かれていたと主張する。州司法長官はこれを聞き、和解を破棄して裁判を続行するようサムに求める。ブリタニ―がシカゴからサンフランシスコにやって来てビリーを助ける。ビリーはドナルド・クーパーマンに頼み、25年前のデータを得る。パティとロバートはビリーの意向を受け、サムを無視して和解を破棄し、ケイトを内部告発者として裁判を進める。サムはケイトの居場所をジョージにもらす。ジョージは自殺を図ったケイトを精神病棟に入院させ、ビリーを殺そうとする。パティはケイトの代わりにフランクを公判の証人に召喚するが、サムが同席して妨害し、ペトックはフランクの精神病歴を攻撃して信用を貶める。
ビリーはサムにトムの最後のメッセージを聞かせて良心に訴える。回心したサムは法廷で証人のジョージを追及し、依存性を知りながら販売したことを認めさせる。3社の弁護士グリフィン・ペトックはビリーを証人として呼び、サムと話し合いザックス社追及に関わったことで審理無効を求める。サムに代わってパティがビリーに反対尋問を行い、サムが巨額の代償と引き換えに、裁判を妨害していたことを聞きだす。ザックス社は敗訴しさらに巨額の賠償金が課せられるが、サムも司法妨害で罪に問われる見込みとなる。ビリーは疎遠だった娘デニスに再会する。

## エピソード

### シーズン1のエピソード
| 通算 話数 | シーズン 話数 | タイトル                               | 監督              | 脚本                                   | 公開日         |
| --------- | ------------- | -------------------------------------- | ----------------- | -------------------------------------- | -------------- |
| 1         | 1             | "無謀な挑戦" "Of Mice and Men"         | Lawrence Trilling | デビッド・E・ケリー & Jonathan Shapiro | 2016年10月13日 |
| 2         | 2             | "プライドと偏見" "Pride and Prejudice" | Alik Sakharov     | Jonathan Shapiro & デビッド・E・ケリー | 2016年10月13日 |
| 3         | 3             | "24時間の猶予" "Game On"               | Bill D'Elia       | Jonathan Shapiro & デビッド・E・ケリー | 2016年10月13日 |
| 4         | 4             | "ドナルド" "It's Donald"               | Alik Sakharov     | Jonathan Shapiro                       | 2016年10月13日 |
| 5         | 5             | "驚くべき発見" "Cover Your Ass"        | Anthony Hemingway | Jonathan Shapiro                       | 2016年10月13日 |
| 6         | 6             | "くすぶる炎" "Line of Fire"            | Lawrence Trilling | Jonathan Shapiro                       | 2016年10月13日 |
| 7         | 7             | "ビリーの決断" "Beauty and the Beast"  | Lawrence Trilling | Jonathan Shapiro & デビッド・E・ケリー | 2016年10月13日 |
| 8         | 8             | "評決" "Citizens United"               | Lawrence Trilling | Jonathan Shapiro & デビッド・E・ケリー | 2016年10月13日 |

### シーズン2のエピソード
| 通算 話数 | シーズン 話数 | タイトル                             | 監督              | 脚本                                            | 公開日        |
| --------- | ------------- | ------------------------------------ | ----------------- | ----------------------------------------------- | ------------- |
| 9         | 1             | "麻薬カルテル" "La Mano"             | Lawrence Trilling | Ben Myer                                        | 2018年6月15日 |
| 10        | 2             | "政治的な事情" "Politics"            | Lawrence Trilling | Noelle Valdivia and Tony Saltzman               | 2018年6月15日 |
| 11        | 3             | "花束" "Fresh Flowers"               | Dennie Gordon     | Jennifer Ames and Steve Turner & Marisa Wegrzyn | 2018年6月15日 |
| 12        | 4             | "“アロ”" "Alo"                       | Dennie Gordon     | Noelle Valdivia and Tony Saltzman               | 2018年6月15日 |
| 13        | 5             | "ガブリエルという男" "Who's Gabriel" | Dennie Gordon     | Tony Saltzman                                   | 2018年6月15日 |
| 14        | 6             | "２人のシンデレラ" "Two Cinderellas" | Lawrence Trilling | Noelle Valdivia                                 | 2018年6月15日 |
| 15        | 7             | "ブラックアウト" "Diablo Verde"      | Lawrence Trilling | Jennifer Ames and Steve Turner                  | 2018年6月15日 |
| 16        | 8             | "口封じ" "Tongue Tied"               | Dennie Gordon     | Marisa Wegrzyn                                  | 2018年6月15日 |

### シーズン3のエピソード
| 通算 話数 | シーズン 話数 | タイトル                                        | 監督              | 脚本                                          | 公開日        |
| --------- | ------------- | ----------------------------------------------- | ----------------- | --------------------------------------------- | ------------- |
| 17        | 1             | "地盤沈下" "The Subsidence Adventure"           | Lawrence Trilling | Jennifer Ames & Steve Turner                  | 2019年10月4日 |
| 18        | 2             | "大地からの幸せ" "Happiness From The Ground Up" | Lawrence Trilling | Marisa Wegrzyn                                | 2019年10月4日 |
| 19        | 3             | "集団訴訟" "Good Morning, Central Valley"       | Lawrence Trilling | Jennifer Ames & Steve Turner & Marisa Wegrzyn | 2019年10月4日 |
| 20        | 4             | "振り出し" "Full Circle"                        | Lawrence Trilling | Jennifer Ames & Steve Turner & Marisa Wegrzyn | 2019年10月4日 |
| 21        | 5             | "忍びよる影" "Argus 2: Battledome"              | Lawrence Trilling | Andrew Matisziw                               | 2019年10月4日 |
| 22        | 6             | "ファーデランス" "Fer-De-Lance"                 | Lawrence Trilling | Jennifer Ames & Steve Turner & Marisa Wegrzyn | 2019年10月4日 |
| 23        | 7             | "守秘義務" "Conscious Uncoupling"               | Lawrence Trilling | Marisa Wegrzyn                                | 2019年10月4日 |
| 24        | 8             | "慰安" "Joy Division"                           | Lawrence Trilling | Jennifer Ames & Steve Turner                  | 2019年10月4日 |

### シーズン4のエピソード
| 通算 話数 | シーズン 話数 | タイトル                                                                       | 監督                     | 脚本                                           | 公開日        |
| --------- | ------------- | ------------------------------------------------------------------------------ | ------------------------ | ---------------------------------------------- | ------------- |
| 25        | 1             | "ハドリービル" "Hadleyville"                                                   | ビリー・ボブ・ソーントン | Jennifer Ames & Steve Turner & Marisa Wegrzyn  | 2021年9月24日 |
| 26        | 2             | "鎮痛薬" "The Pain Killer"                                                     | Lawrence Trilling        | Jennifer Ames & Steve Turner & Marisa Wegrzyn  | 2021年9月24日 |
| 27        | 3             | "署名 ウィリアム・ハミルトン・マクブライド" "Signed, William Hamilton McBride" | Lawrence Trilling        | Jennifer Ames & Steve Turner & Marisa Wegrzyn  | 2021年9月24日 |
| 28        | 4             | "強制排除" "Forcibly Removed"                                                  | Lawrence Trilling        | Jennifer Ames & Steve Turner & Marisa Wegrzyn  | 2021年9月24日 |
| 29        | 5             | "覆水盆に返らず" "Spilt Milk"                                                  | Derek Johansen           | Jennifer Ames & Steve Turner & Andrew Matisziw | 2021年9月24日 |
| 30        | 6             | "ランドルワークス" "Rundleworks"                                               | Lawrence Trilling        | Marisa Wegrzyn & Kerri Brady Long              | 2021年9月24日 |
| 31        | 7             | "弁護士のワナ" "Lawyer Trickery Bullshit"                                      | Lawrence Trilling        | Jennifer Ames & Steve Turner & Marisa Wegrzyn  | 2021年9月24日 |
| 32        | 8             | "終幕" "It's Time"                                                             | Lawrence Trilling        | Jennifer Ames & Steve Turner & Andrew Matisziw | 2021年9月24日 |

## 参照
1. ↑  Andreeva, Nellie (2015年10月15日). “Amazon Confirms David E. Kelley Drama Series ‘Trial’ Starring Billy Bob Thornton”. Deadline.com 2016年10月15日閲覧。
2. ↑  Andreeva, Nellie (2015年12月1日). “Amazon Sets David E. Kelley Drama 'Trial' Starring Billy Bob Thornton”.   Deadline.com. 2016年4月20日閲覧。
3. ↑  “Transparent Season 3, High Castle Season 2, Woody Allen Comedy and Others Get Amazon Premiere Dates”. TVLine (2016年8月7日). 2017年2月13日閲覧。
4. ↑  Andreeva, Nellie (2017年2月15日). “‘Goliath’ Renewed For Season 2 With Clyde Phillips As New Showrunner”.   Deadline. 2017年2月16日閲覧。
5. ↑  Petski, Denise (2018年5月2日). “'Goliath' Gets Season 2 Premiere Date & New Trailer”. Deadline Hollywood 2018年5月3日閲覧。
6. ↑  “‘Goliath’ Renewed For Season 3 By Amazon” (英語). Deadline Hollywood (2018年12月11日). 2018年12月11日閲覧。
7. ↑  “‘Goliath Season 3 - Official Trailer | Prime Video”. youtube. 2019年8月23日閲覧。
8. ↑  “Goliath Renewed For Fourth & Final Season By Amazon Prime Video” 2019年11月14日閲覧。
9. ↑  Andreeva, Nellie (2015年7月23日). “Billy Bob Thornton To Star In David E. Kelley's Amazon Drama 'Trial'”.   Deadline.com. 2016年4月20日閲覧。
10. ↑  “ちふゆ｜ネクシード株式会社”. 2025年5月5日閲覧。
11. ↑  Petski, Denise (2016年3月3日). “Nina Arianda Joins David E. Kelley's Amazon Drama 'Trial'”.   Deadline.com. 2016年4月20日閲覧。
12. 1 2 3  subaru_deskの2016年12月16日のツイート、2025年8月5日閲覧。
13. ↑  Petski, Denise (2016年3月25日). “Jeff Pierre Goes 'Beyond' For Freeform* Tania Raymonde Joins 'Trial'”.   Deadline.com. 2016年4月20日閲覧。
14. ↑  Wagmeister, Elizabeth (2015年8月24日). “'Trial'** William Hurt Joins Cast of Amazon Legal Drama from David E. Kelley”. Variety. 2016年4月20日閲覧。
15. ↑  Andreeva, Nellie (2015年8月26日). “Maria Bello Joins David E. Kelley's Amazon Drama Series 'Trial'”.   Deadline.com. 2016年4月20日閲覧。
16. ↑  Andreeva, Nellie (2015年8月20日). “Olivia Thirlby To Co-Star In David E. Kelley's Amazon Pilot 'Trial'”.   Deadline.com. 2016年4月20日閲覧。
17. ↑  Pedersen, Erik (2015年11月11日). “Molly Parker Cast As Judge In David E. Kelley's Amazon Drama Series 'Trial'”.   Deadline.com. 2016年4月20日閲覧。
18. ↑  Andreeva, Nellie (2015年9月12日). “Sarah Wynter Cast In Amazon Drama 'Trial'”.   Deadline.com. 2016年4月20日閲覧。
19. ↑  Petski, Denise (2015年11月10日). “Alysia Reiner Joins ‘Rosewood’* Britain Dalton in 'Trial'”.   Deadline.com. 2016年4月20日閲覧。
20. ↑  bungakuzaの2018年6月16日のツイート、2025年8月5日閲覧。
21. ↑  gi_ryokoの2019年10月10日のツイート、2025年7月27日閲覧。
22. ↑  keisuke_hamaokaの2019年10月18日のツイート、2025年7月27日閲覧。
23. ↑  subaru_deskの2021年9月27日のツイート、2025年8月5日閲覧。
24. ↑  Petski, Denise (2016年6月15日). “Dwight Yoakam Joins David E. Kelley’s Amazon Drama Series ‘Goliath* Harold Perrineau Also Cast”.   Deadline.com. 2016年9月20日閲覧。
25. ↑  king_of_bathの2022年9月26日のツイート、2025年8月5日閲覧。